# Christopher Bruun
Christopher Arnt Bruun, född 23 september 1839 och död 17 juli 1920, var en norsk folkhögskolelärare och präst, svåger till Matias Skard.
Påverkad av Grundtvig, grundade Bruun en folkhögskola 1867, från 1871 förlagd till Vonheim i Gausdal, där han verkade för en fri norsk bondekultur, mot såväl flack bildning som trång fromhet. Av hans elever bildades de första norska ungdomslagen. 
Hans föredrag om Folkelige grundtanker 1870 (utgivet 1878, 4:e upplagan 1920) har satt sin prägel på norsk kulturhistoria. Under unionsstriderna var Bruun en av de få, som kämpade mot en brytning med Sverige, av fruktan för faran från Ryssland. 
Från 1893 verkade han som präst i Kristiania. Fast han var dogmatiskt ortodox i sin kristendom utgav han 1884-1889 tidskriften For frisindet chirstendom och tillsammans med Thorvald Klaveness 1894-1908 For kirke og kultur.